# 人民路街道 (九江市)
人民路街道是江西省九江市浔阳区下辖的一个街道，设立于1992年，位于九江城区南端，毗邻庐山区、九江经济开发区，面积约5平方公里，总人口约6.8万。辖区内有天花宫、蔡公时纪念亭等名胜。
人民路街道下辖19个社区居委会、1个行政村：山川岭社区、桃园社区、沙子墩社区、向阳闸社区、新村社区、幸福里社区、人民路社区、新东方社区、庐南社区、琥珀山社区、老马渡社区、姚家洼社区、大树下社区、湖滨社区、黄土岭社区、供电局社区、两亩地社区、德化社区、孙家垅社区和长虹村。